# 鞘氨醇海杆菌属
鞘氨醇海杆菌属（学名：Sphingosinithalassobacter）是鞘脂单胞菌科下的一个属。

## 下属物种
本属包括以下物种：
- Sphingosinithalassobacter portus Hetharua et al. 2019
- 黑暗鞘氨醇海杆菌 Sphingosinithalassobacter tenebrarum Zheng and Sun 2020